# Ficha de Información Social
La 'Ficha de Información Social' (FIS) es el instrumento mediante el cual se alimenta el Sistema de Información de la Población Objetivo, con el cual el Instituto Mixto de Ayuda Social (Costa Rica) realiza la valoración de la población en condición de pobreza del país. La FIS contiene un conjunto de cincuenta y seis variables, agrupadas en 10 secciones.
Para recoger esta información de la FIS, es requisito indispensable la visita a la vivienda y pueden registrarse hasta cuatro familias en la misma ficha. Se aplica según la demanda de servicios de los beneficiarios de los programas sociales o de acuerdo con los requerimientos de las instituciones del sector social.

## Secciones de la FIS
-Sección 1: Datos Generales.
-Sección 2: Vivienda.
-Sección 3: Identificación de los residentes de la vivienda.
-Sección 4: Actividad Económica.
-Sección 5: Previsión Social.
-Sección 6: Salud.
-Sección 7: Educación.
-Sección 8: Participación Comunal.
-Sección 9: Patrimonio.
-Sección 10: Aspectos Psicosociales.